# Anagnóstis Deligiánnis
Anagnóstis Deligiánnis (grec moderne : Αναγνώστης Δεληγιάννης), d'abord appelé Anagnóstis Papayannópoulos  (Αναγνώστης Παπαγιαννόπουλος), né en 1771 à Langadia en Arcadie et mort en 1857 à Athènes, était un homme politique grec qui participa à la guerre d'indépendance grecque.
Il appartenait à la famille Deligiannis dont le nom aurait été à l'origine « Litinos ». Au XVIIIe siècle, les surnoms de « Papayannópoulos » puis « Deligiánnis » furent adoptés puis conservés. Anagnóstis Papayannópoulos ne changea de nom en Anagnóstis Deligiánnis qu'en 1826. 
Il participa à l'Assemblée nationale d'Épidaure en 1822, à l'Assemblée nationale d'Astros l'année suivante, puis à la troisième Assemblée nationale grecque en 1826-1827. Il fut  membre du Sénat après 1844 et il présida cette assemblée.
Il fut membre de l'Exécutif grec de 1822.

## Sources
- (el) Parlement grec, Μητρώο Πληρεξουσίων, Γερουσαστών και Βουλευτών. 1822-1935, Athènes, Parlement grec,‎ 1986, 159 p. (lire en ligne) [PDF]